# Xã Gove, Quận Gove, Kansas
Xã Gove (tiếng Anh: Gove Township) là một xã thuộc quận Gove, tiểu bang Kansas, Hoa Kỳ. Năm 2010, dân số của xã này là 173 người.